# Tandag
Tandag é um cidade de  quinta classe de renda da cidade (d) na província Surigao do Sul, nas Filipinas. De acordo com o censo de 1 de maio  de  2020 possui uma população de 62 669 pessoas e 14 931 domicílios.